# رون جاكوبس
رون جاكوبس (بالإنجليزية: Ron Jacobs)‏ هو مدرب كرة سلة أمريكي، ولد في 27 ديسمبر 1942 في ماريون في الولايات المتحدة، وتوفي في 24 ديسمبر 2015 في ماكاتي في الفلبين بسبب سكتة.

## روابط خارجية
- رون جاكوبس على موقع كلية كرة السلة في سبورتس رفرنس.كوم (الإنجليزية)